# Almenar
Almenar là một đô thị trong tỉnh Lleida, cộng đồng tự trị Cataluña Tây Ban Nha. Đô thị Almenar có diện tích là 66,37 ki-lô-mét vuông, dân số năm 2009 là 3631 người với mật độ 54,71 người/km². Đô thị Almenar có cự ly km so với tỉnh lỵ Lleida.